# Městské opevnění (Litomyšl)
Městské opevnění v Litomyšli je kulturní památka, jedná se o drobné pozůstatky původního středověkého opevnění Dolního a Horního Města. Kromě několika zdí a bašt jej tvoří rovněž i Červená věž, která byla součástí opevnění Horního Města.

## Historie
Před výstavbou zděného opevnění měla Litomyšl nejspíše dřevěné nebo jiné dočasné zdi. Ve 14. století však byly v takovém stavu, že hrozilo jejich zřícení. Proto udělil Karel IV. biskupovi Janovi právo na stavbu kamenných zdí. 
Litomyšlské hradby jsou poprvé připomínány roku 1351, kdy získal biskup Jan I. právo vybírat poplatek na jejich stavbu. Hradby vznikaly zhruba deset let, postupně od místního zámku (tehdy šlo ještě o hrad) okolo centra města (dříve tzv. Dolního Města). Hrad se stal součástí opevňovacího systému, hradby směřovaly oběma směry k řece Loučné. Zdivo bylo již ve středověku několikrát opravováno, některé rekonstrukční práce si vynutily i požáry, které Litomyšl postihly v 16. století, v letech 1546 a 1560. Obnovovány byly rovněž i dvě místní brány; česká (dolní) a německá (horní) náležící k opevnění Dolního Města. Ty byly pojmenovány podle převažujícího obyvatelstva ve směru cestou od brány. Kromě toho existovalo ještě několik malých branek pro průchod hradbami do ostatních směrů.
V druhé polovině 18. století byly dle dobových záznamů hradby poničené hlavně v blízkosti řeky Loučné, na některých místech i zbořené. Přestože vedení města diskutovalo o obnově poničeného opevnění, nedokázalo se shodnout na tom, jestli se tak má stát. V polovině 19. století byly také zbořeny obě místní brány. Poslední části původního zdiva byly zničeny v roce 1904, pozůstatek jednoho bastionu a některé zdi trasované okolo klášterní a děkanské zahrady však jsou dochovány až do současnosti, stejně jako některé zdi okolo bývalého Panského mlýna. Zboření hradeb unikla i tzv. Červená věž. 
Od roku 1964 jsou pozůstatky opevnění evidovány jako kulturní památka.